# Oceanisch kampioenschap hockey 2019
De elfde editie van het Oceanisch kampioenschap hockey werd in september 2019 gehouden in het Australische Rockhampton. Zowel bij de mannen als bij de vrouwen deden twee teams mee. Net als bij de tien eerdere edities won Australië bij de mannen. Bij de vrouwen werd Nieuw-Zeeland kampioen. De winnaars plaatsten zich tevens direct voor de Olympische Spelen van 2020.

## Mannen
| Team          | GS | W | G | V | DV | DT | DS | Ptn |
| ------------- | -- | - | - | - | -- | -- | -- | --- |
| Australië     | 3  | 2 | 1 | 0 | 9  | 2  | +7 | 7   |
| Nieuw-Zeeland | 3  | 0 | 1 | 2 | 2  | 9  | –2 | 1   |

| 5 september 2019 16:00 UTC+10 |           |               |                                                             |
| Australië                     | 4 – 0     | Nieuw-Zeeland | Scheidsrechters: Rawi Anbananthan (MAS) Lim Hong Zhen (SGP) |
|                               | (verslag) |               | Scheidsrechters: Rawi Anbananthan (MAS) Lim Hong Zhen (SGP) |

| 7 september 2019 18:00 UTC+10 |           |               |                                                             |
| Australië                     | 2 – 2     | Nieuw-Zeeland | Scheidsrechters: Lim Hong Zhen (SGP) Rawi Anbananthan (MAS) |
|                               | (verslag) |               | Scheidsrechters: Lim Hong Zhen (SGP) Rawi Anbananthan (MAS) |

| 8 september 2019 18:15 UTC+10 |           |               |                                                             |
| Australië                     | 3 – 0     | Nieuw-Zeeland | Scheidsrechters: Rawi Anbananthan (MAS) Lim Hong Zhen (SGP) |
|                               | (verslag) |               | Scheidsrechters: Rawi Anbananthan (MAS) Lim Hong Zhen (SGP) |

Eindrangschikking
| Rang   | Land          |
| ------ | ------------- |
| Goud   | Australië     |
| Zilver | Nieuw-Zeeland |

## Vrouwen
| Team          | GS | W | G | V | DV | DT | DS | Ptn |
| ------------- | -- | - | - | - | -- | -- | -- | --- |
| Nieuw-Zeeland | 3  | 1 | 1 | 1 | 6  | 5  | +1 | 4   |
| Australië     | 3  | 1 | 1 | 1 | 5  | 6  | -1 | 4   |

| 5 september 2019 18:00 UTC+10 |           |               |                                                           |
| Australië                     | 1 – 3     | Nieuw-Zeeland | Scheidsrechters: Liu Xiaoying (CHN) Irene Presenqui (ARG) |
|                               | (verslag) |               | Scheidsrechters: Liu Xiaoying (CHN) Irene Presenqui (ARG) |

| 7 september 2019 16:00 UTC+10 |           |               |                                                           |
| Australië                     | 3 – 2     | Nieuw-Zeeland | Scheidsrechters: Irene Presenqui (ARG) Liu Xiaoying (CHN) |
|                               | (verslag) |               | Scheidsrechters: Irene Presenqui (ARG) Liu Xiaoying (CHN) |

| 8 september 2019 16:00 UTC+10 |           |               |                                                           |
| Australië                     | 1 – 1     | Nieuw-Zeeland | Scheidsrechters: Liu Xiaoying (CHN) Irene Presenqui (ARG) |
|                               | (verslag) |               | Scheidsrechters: Liu Xiaoying (CHN) Irene Presenqui (ARG) |

Eindrangschikking
| Rang   | Land          |
| ------ | ------------- |
| Goud   | Nieuw-Zeeland |
| Zilver | Australië     |

Australië (m, v) & Nieuw-Zeeland (v) 1999 · 
Australië (m) & Nieuw-Zeeland (v) 2001 · 
Australië (m) & Nieuw-Zeeland (m, v) 2003 · 
Suva (m) & Australië (v) & Nieuw-Zeeland (v) 2005 · 
Buderim 2007 · 
Invercargill 2009 · 
Hobart 2011 · 
Stratford 2013 · 
Stratford 2015 · 
Sydney 2017 · 
Rockhampton 2019